# St. Peter und Paul (Holzkirchen)

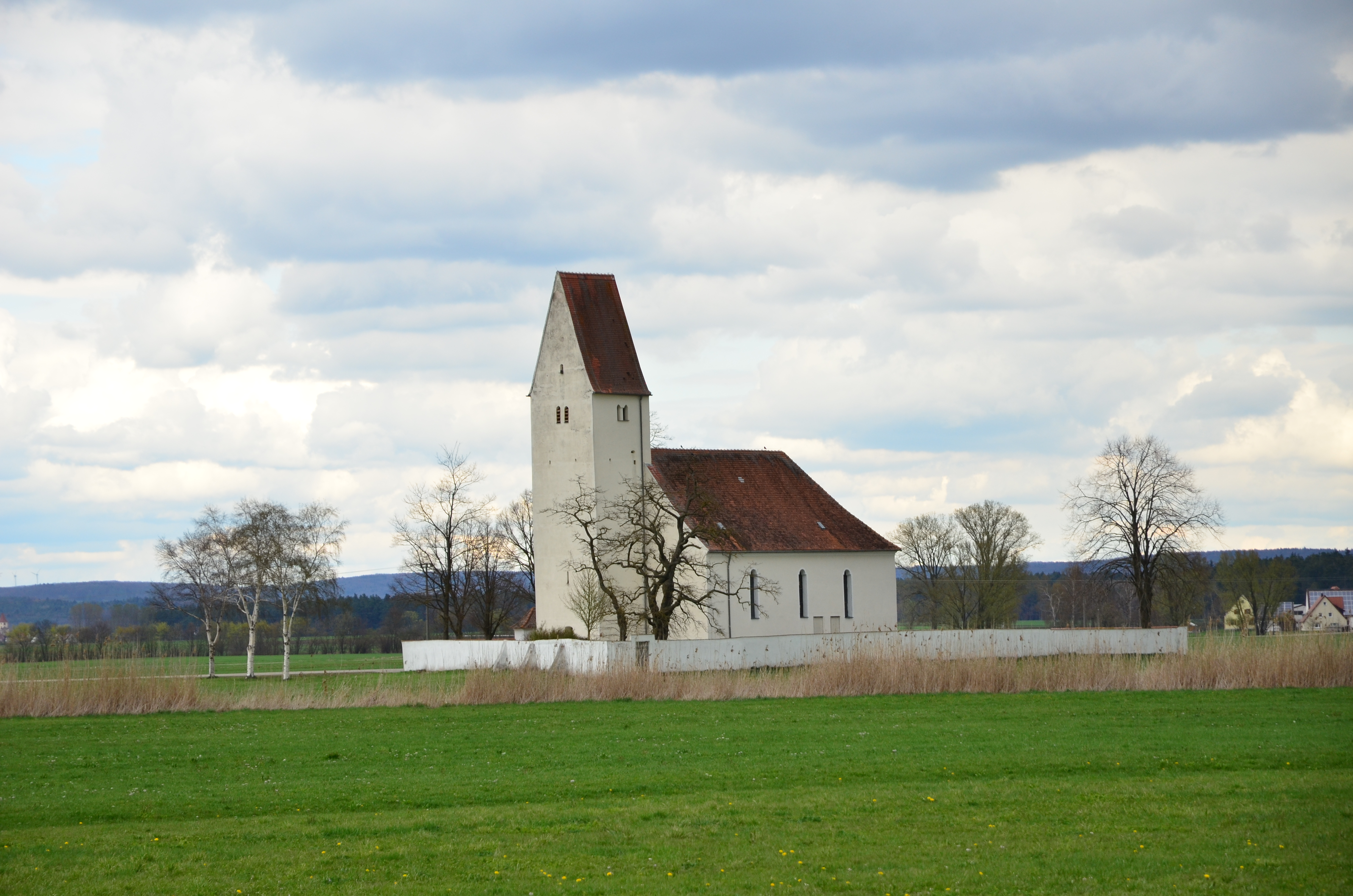
St. Peter und Paul, Holzkirchen

Die evangelisch-lutherische Pfarrkirche St. Peter und Paul steht außerhalb von Holzkirchen, einem Gemeindeteil von Wechingen im schwäbischen Landkreis Donau-Ries von Bayern. Das Bauwerk ist in der Liste der Baudenkmäler in Wechingen als Baudenkmal unter der Nr. D-7-79-226-11 eingetragen. Die Kirche gehört zum Evangelisch-Lutherischen Dekanat Donau-Ries des Kirchenkreises Augsburg der Evangelisch-Lutherischen Kirche in Bayern. Namensgeber der Kirche sind die Apostel Petrus und Paulus.

## Beschreibung
Die Saalkirche wurde 1723 unter Beibehaltung von Teilen des romanischen Vorgängerbaus aus dem 12. Jahrhundert errichtet. Sie besteht aus einem Langhaus, dessen Satteldach im Osten abgewalmt ist, und einem nach Norden axial verschobenen Westturm, der mit einem hohen Satteldach bedeckt ist, und einer Sakristei an der Nordwand des Langhauses. Das oberste Geschoss des Kirchturms beherbergt hinter den als Biforien gestalteten Klangarkaden den Glockenstuhl, in dem eine Kirchenglocke hängt. Die Zifferblätter der Turmuhr sind im Giebel angebracht. 
Im Innenraum sind noch Reste der um 1430 angebrachten Fresken vorhanden. Zur Kirchenausstattung gehören eine um 1730 aufgestellte Kanzel und Weihekreuze. 